# 特罗法 (阿盖达)
特罗法是葡萄牙阿威罗区的一个堂区。总面积8.19平方公里，总人口2680人，人口密度327.2人/平方公里。